# Station Wallasey Grove Road
Wallasey Grove Road is een spoorwegstation van National Rail in Wallasey, Wirral in Engeland. Het station is eigendom van Network Rail en wordt beheerd door Merseyrail. 